# Beni Ikhlef
Beni Ikhlef (în arabă بنى يخلف) este o comună din provincia Béchar, Algeria.
Populația comunei este de 2.488 de locuitori (2009).